# ジャン＝ジョセフ・バンジャマン＝コンスタン
ジャン＝ジョセフ・バンジャマン＝コンスタン（Jean-Joseph Benjamin-Constant、出生時の名はJean-Joseph Constant、1845年6月10日 - 1902年5月26日）はフランスの画家である。

## 略歴
パリで生まれた。父親のジョセフ＝ジャン＝バプティスト・コンスタンは地理学者である。1847年に母親が亡くなり、トゥールーズに住む叔母の家で育てられた。1860年からトゥールーズの高等美術学校で、ジュール・ガリピュイ(Jules Garipuy)に学んだ後、1866年にパリの国立高等美術学校に入学し、アレクサンドル・カバネルの学生となった。ウジェーヌ・ドラクロワの影響を受けて、「オリエンタリズム」の画家になり、画家仲間のジョルジュ・クレラン(Georges Clairin:1843-1919) とアンリ・ルニョー(Henri Regnault:1843-1871)と1870年にモロッコのタンジェに滞在した。同じ年、フランスに戻り普仏戦争に従軍した。
1871年から1873年はスペインを訪れた後、再びモロッコに渡りタンジェに住んだ。1880年代の終わりまで「オリエンタリズム」の作品をサロン・ド・パリに出展し、成功した。その後肖像画やトゥールーズの劇場やパリのシティー・ホールなどの壁画、天井画を描く仕事もした。
1888年にはアメリカ合衆国やカナダを旅した。その年、ギュスターヴ・ブーランジェの後任としてアカデミー・ジュリアンの教授に就任し、1889年のパリ万国博覧会に出展し金賞を受賞した。
1893年に美術アカデミーの会員に選出され、メンバーに選出され、パリの国立高等美術学校でも教えた。1896年に息子の肖像画でサロン・ド・パリで金賞を受賞した。
1893年にレジオンドヌール勲章(コマンドゥール)を受勲した。

## 作品
- Favorite of the Emir(1879)
- Evening on the Terrace(1879)
- Seated Arabs(1877)

- Judith (c.1886)
- 「メフメト2世のコンスタンティノープル入城」(1876)
- 「女王ヘロデヤ」(1881)
- Emmanuel Arago-政治家